# Hirokazu Kanazawa

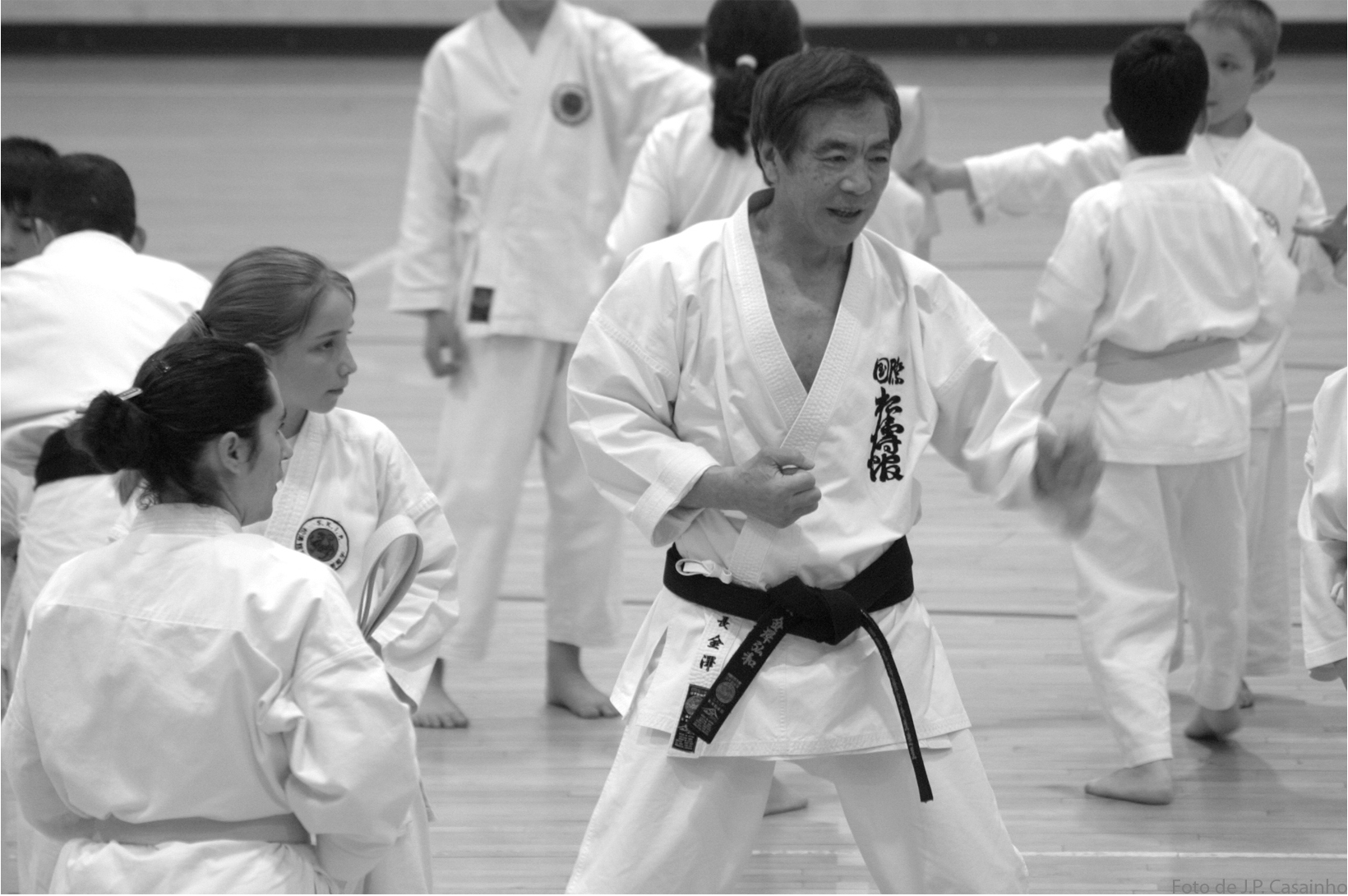
Hirokazu Kanazawa (April 2005)

Hirokazu Kanazawa (jap. 金澤 弘和, Kanazawa Hirokazu; * 3. Mai 1931 in der Präfektur Iwate, Japan; † 8. Dezember 2019) war einer der bedeutendsten Karate-Meister der Gegenwart. Er war Träger des 10. Dan. 2012 wurde ihm der Ehrentitel Meijin verliehen, somit war er seinerzeit der einzig lebende Titelträger der höchsten Auszeichnungen im Karate. Er war einer der letzten aktiven Meister, die mit dem legendären Shōtōkan-Gründer Funakoshi Gichin trainiert haben.

## Biographie
In jungen Jahren schon wurde Kanazawas Interesse an den Kampfkünsten geweckt, da sowohl sein Vater wie auch sein Onkel Experten des Ju-Jutsu waren. Doch begann Kanazawa zunächst mit Kendō, so wie viele junge Menschen im Japan der damaligen Zeit. Etwas später betrieb er Judo und Boxen. Seinen ersten Kontakt zum Karate bekam er durch einen Klassenkameraden, der ihm die Grundlagen des Okinawa-Karate beibrachte.

### Karate-Studium
Später studierte Kanazawa an der Takushoku-Universität in Tokio, wo er sich dem dortigen Shōtōkan-Dōjō anschloss. Hier wurde er Schüler von Nakayama Masatoshi und nahm gleichzeitig regelmäßig am Unterricht des legendären Gründers des Shōtōkan-Stiles, Funakoshi Gichin, teil. Somit war er einer der letzten lebenden Karatemeister, die noch unter Meister Funakoshi studiert haben.
Nach dem Abschluss seines Studiums 1956 ging er zur JKA (Japan Karate Association) und wurde in die Instruktorenklasse aufgenommen. In diesem wurde die Elite der japanischen Karatelehrer technisch und pädagogisch ausgebildet, mit dem Ziel, durch sie Karate weltweit zu verbreiten. Weiterhin blieb Kanazawa Schüler von Nakayama, dem Chefinstrukteur der JKA.

### Erfolge und JKA-Zeit
Trotz gebrochener rechter Hand gewann Kanazawa 1957 die 1. All-Japanische Karatemeisterschaft der JKA im Kumite (Freikampf). Ein Jahr darauf belegte er bei der 2. All-Japanischen Karatemeisterschaft den ersten Platz in Kata (Form) und teilte sich den ersten Platz im Kumite zusammen mit Takayuki Mikami, als nach vier Verlängerungen immer noch kein Sieger auszumachen war. Hiernach wurde er als professioneller vollzeitlicher Karateinstrukteur bei der JKA angestellt.
1961 bestand Kanazawa die Prüfung zum 5. Dan und ging als JKA-Chefinstrukteur nach Hawaii. Nachdem er 1966 den 6. Dan errang, wurde er zum JKA-Chefinstrukteur von Großbritannien ernannt und ein Jahr später Chefinstrukteur von Europa und des Deutschen Karate-Bundes. Kanazawa begleitete 1968 die europäische Karatemannschaft als Cheftrainer zur Teilnahme an der Karateweltmeisterschaft in Mexiko.
1971 kehrte Kanazawa nach Japan zurück und erhielt den 7. Dan. Er wurde Direktor der Internationalen Division am Honbu-Dōjō (Zentraldōjō) der JKA. Gleichzeitig wurde er Shihan (Hauptlehrer) der Dōjōs an den Universitäten Musashikogyo, Kantogakuin und Kitasato. 1972 war er Cheftrainer der japanischen Nationalmannschaft und nahm mit dieser an der 2. WUKO-Weltmeisterschaft in Paris teil. Vier Jahre später war Kanazawa Kampfrichter bei der 1. IAKF-Weltmeisterschaft in Los Angeles sowie bei den JKA Asia-Oceania Championships in Hongkong.

### S.K.I. und Kanazawas Karate
Im Jahre 1977 schließlich, längst zu einer Karategröße auf dem internationalen Parkett geworden, verließ Kanazawa zusammen mit mehreren hochrangigen japanischen Karatemeistern die JKA und gründete 1978 den Verband Shotokan International Federation (S.K.I.), um ein eigenes Konzept umzusetzen, das sich mehr am klassischen Karate orientieren sollte. In den darauf folgenden Jahren bereiste Kanazawa regelmäßig die Länder, in denen sich S.K.I.-Verbände gegründet hatten, und war zudem Vorsitzender der seither durchgeführten S.K.I.-Weltmeisterschaften. Inzwischen ist die S.K.I. als einer der größten unabhängigen Karateverbände weltweit vertreten. Im Jahre 2002 wurde Kanazawa von der International Martial Arts Federation (IMAF) der 10. Dan zuerkannt. Bis ins hohe Alter bereiste Kanazawa Jahr für Jahr die Welt, um sein Karate zu unterrichten.
Neben dem Karate hat sich Kanazawa mit vielen anderen Kampfdisziplinen auseinandergesetzt und deren Konzepte auch auf sein Karate übertragen. Mehr als 30 Jahre lang studierte er Taijiquan (Taichi) unter dem in Japan lebenden chinesischen Meister Yang Mingshi, dem Gründer des Taikyoku-ken, des Japanischen Taiji-Verbandes. Daneben hat er sich intensiv mit Kobudō, der alten Waffenkunst aus Okinawa, den verschiedenen Stilen des chinesischen Boxens sowie den vielen anderen Karatestilen beschäftigt. Im Zuge dessen kam Kanazawa auch mit dem Qigong (chinesisches energetisches Heilverfahren) in Kontakt und hat Verfahren desselben in sein Karate hinein übernommen. Obwohl Kanazawa Shōtōkan-Karate betrieb, hat er in den letzten Jahren auch Katas aus anderen Stilen in das S.K.I.-Programm übernommen, so beispielsweise die Katas Seienchin und Seipai aus dem Gōjū-Ryū wie auch die Katas Gankaku-sho (Chintō) und Niju Hachi Ho aus Okinawa.

## Publikationen
Neben seiner praktischen Lehrtätigkeit hat Kanazawa auch eine Reihe von Lehrbüchern zu Karate und Kobudō verfasst. 2003 erschien seine Autobiographie Karate: My Life. Zudem wurde bisher eine ganze Reihe von Lehrfilmen mit ihm gedreht.
Buchpublikationen:
- Basic Karate Katas. P.H. Crompton, 1968
- Kanazawa’s Karate. Dragon Books, Kalifornien, 1981
- Shotokan International Kata Vol. 1. Ikeda Shoten, Tokio, 1981
- Shotokan International Kata Vol. 2. Ikeda Shoten, Tokio, 1982
- Nunchaku: Dynamic Training. Dragon Books, Tokio, 1982
- Dynamic Power of Karate. Unique Publications, 1986
- Shotokan International Kumite Kyohan. Ikeda Shoten, Tokio 1989
- Karate: My Life. Nippon Budokan, Tokio, 2003 (Autobiographie)
  - dt.: Kanazawa: Im Zeichen des Tigers. Autobiographie eines Karate-Pioniers. Aus dem Japanischen übersetzt von Wolfgang Herbert. Schlatt-Books, Distelhausen, 2015, ISBN 978-3-937745-30-5.
- Karate Fighting Techniques: The Complete Kumite. Kodansha International, Tokio, 2004
- Black Belt Karate: The Intensive Course. Kodansha International, Tokio, 2006
- Karate: The Complete Kata. Kodansha International, Tokio, 2009